# Themiste
Themiste (лат.) — род несегментированных бентосных морских червей — сипункулид из монотипического семейства Themistidae.
Члены этого рода относятся к фильтраторам, их питающие щупальца организованы в сложные коронообразные венчики. Этим они отличаются от большинства других сипункулид, которые питаются разлагающимся органическим материалом.

## Виды
В род включают следующие виды:
- Themiste alutacea Grube & Ørsted, 1858
- Themiste blanda Selenka & de Man, 1883
- Themiste cymodoceae Edmonds, 1956
- Themiste dehamata Kesteven, 1903
- Themiste dyscrita Fisher, 1952
- Themiste hennahi Gray, 1828typus
- Themiste lageniformis Baird, 1868
- Themiste minor Ikeda, 1904
- Themiste pyroides Chamberlain, 1920
- Themiste variospinosa Edmonds, 1980